# Léon Mungamuni
Léon Mungamuni est un footballeur international congolais (RDC) des années 1960. Il remporte la CAN 1968.

## Buts en sélection
| Buts en sélection de Léon Mungamuni | Buts en sélection de Léon Mungamuni | Buts en sélection de Léon Mungamuni | Buts en sélection de Léon Mungamuni | Buts en sélection de Léon Mungamuni | Buts en sélection de Léon Mungamuni | Buts en sélection de Léon Mungamuni |
|                                     | Date                                | Lieu                                | Adversaire                          | Score                               | Résultat                            | Compétition                         |
| ----------------------------------- | ----------------------------------- | ----------------------------------- | ----------------------------------- | ----------------------------------- | ----------------------------------- | ----------------------------------- |
| 1.                                  | 19 janvier 1968                     | Addis-Abeba (Éthiopie)              | Éthiopie                            | 1-0 (1 but à 16e)                   | 3-2 ap                              | CAN 1968 (demi-finale)              |
| 2.                                  | 19 janvier 1968                     | Addis-Abeba (Éthiopie)              | Éthiopie                            | 3-2 (1 but à 100e)                  | 3-2 ap                              | CAN 1968 (demi-finale)              |
| 3.                                  | 9 février 1970                      | Wad Madani (Soudan)                 | Guinée                              | 2-2 (1 but à 72e)                   | 2-2                                 | CAN 1970 (1er tour)                 |